# Made in the Shade
Made in the Shade – czwarty album kompilacyjny brytyjskiej grupy The Rolling Stones.

## Lista utworów
| 1.  | „Brown Sugar”                           | 3:50  |
|     |                                         |       |
| 2.  | „Tumbling Dice”                         | 3:44  |
|     |                                         |       |
| 3.  | „Happy”                                 | 3:04  |
|     |                                         |       |
| 4.  | „Dance Little Sister”                   | 4:10  |
|     |                                         |       |
| 5.  | „Wild Horses”                           | 5:41  |
|     |                                         |       |
| 6.  | „Angie”                                 | 4:31  |
|     |                                         |       |
| 7.  | „Bitch”                                 | 3:37  |
|     |                                         |       |
| 8.  | „It's Only Rock'n Roll (But I Like It)” | 5:07  |
|     |                                         |       |
| 9.  | „Doo Doo Doo Doo Doo (Heartbreaker)”    | 3:27  |
|     |                                         |       |
| 10. | „Rip This Joint”                        | 2:23  |
|     |                                         |       |
|     |                                         | 39:34 |
|     |                                         |       |

## Listy przebojów
Album
| Rok  | Lista                | Poz. |
| ---- | -------------------- | ---- |
| 1975 | UK Top 60 Albums     | 14   |
| 1975 | Billboard Pop Albums | 6    |